# Albert Hilger

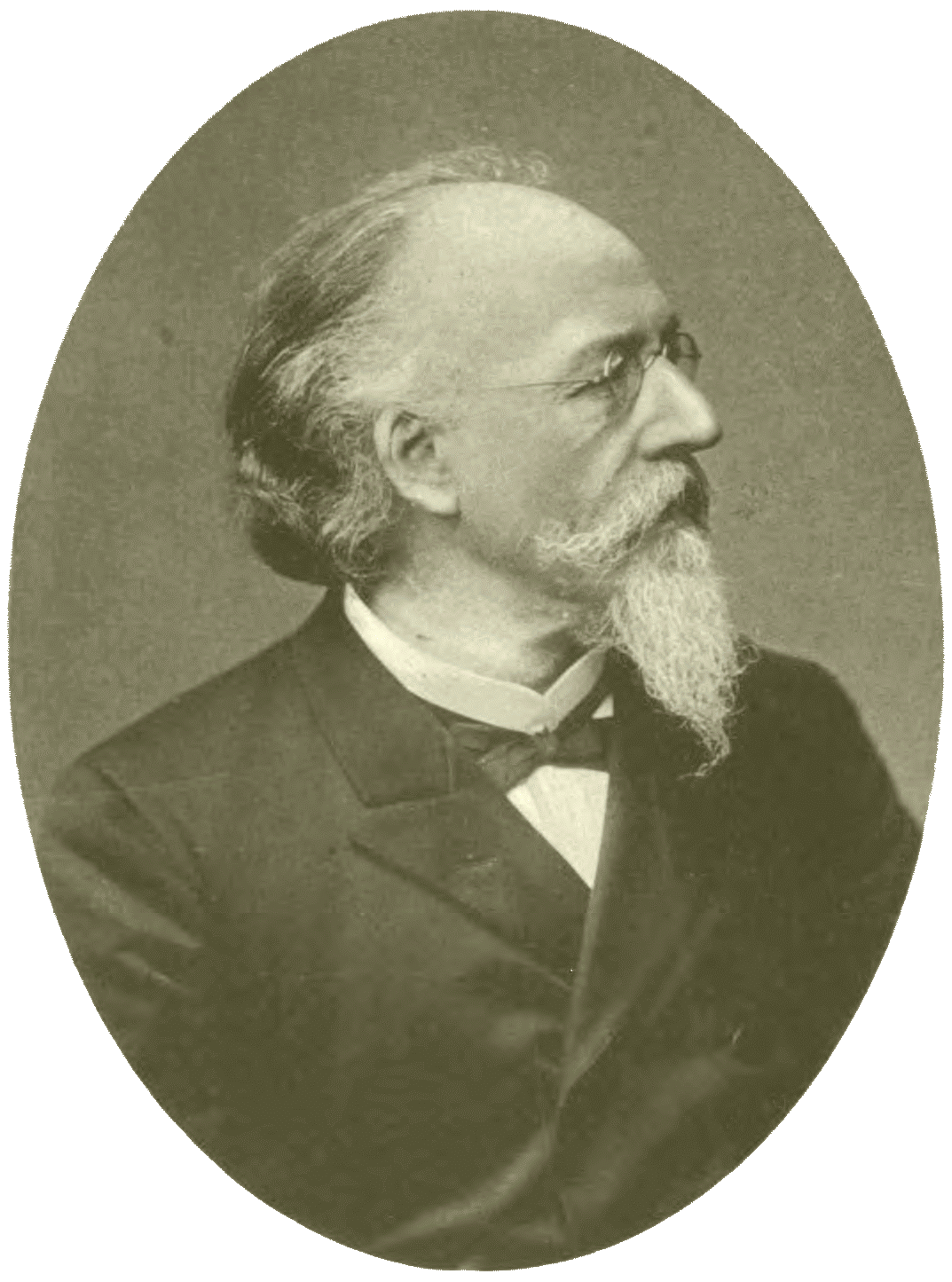
Albert Hilger (bearbeitetes Photo zu Weinlands Gallerie-Beitrag von 1897)

Albert Hilger (* 2. Mai 1839 in Homburg, damals Rheinpfalz; † 18. Mai 1905 in Possenhofen) war ein deutscher Pharmakologe und Lebensmittelchemiker.

## Biographie
Hilger begann 1854 eine Apothekerlehre bei Johann Hoffmann in Langenkandel. Nach dreijähriger Gehilfenzeit studierte er ab Herbst 1860 in Würzburg, wo er das Abitur nachmachte und die pharmazeutische Staatsprüfung ablegte. Für seine Promotion am 5. August 1862 wechselte  er an die Universität Heidelberg. Zurückgekehrt nach Würzburg war er dort ein Semester Privatassistent des Botanikers August Schenk und 1862 bis 1867 Assistent bei Scherer im Laboratorium für organische Chemie. Während dieser Zeit war er nebenberuflich in den Schuljahren 1865/66 und 1866/67 am Realgymnasium Würzburg als Lehrkraft für Naturgeschichte tätig. 
1868 eröffnete Hilger ein privates agrikultur-chemisches Laboratorium. Während dieser Zeit (vermutlich 1867–1869) war Hilger „stellvertretender Vorstand“ und „Vorstand der Chemieschule“ bei der „Sonn- und Feiertags-Handwerks-Schule des polytechnischen Vereins“. Schließlich erfolgte am 10. Juli 1869 die Habilitation für Chemie, worauf er nach dem 28. August 1869 als Privatdozent in der philosophischen Fakultät wirken konnte. Am 31. Mai 1870 wurde er als „Suppleant“ (hier wohl etwa: stellvertretender Gutachter) ins Medicinal-Comité der Universität Würzburg (behufs Vornahme gerichtlich chemischer Untersuchungen) berufen.
1872 erhielt er eine Stelle als außerordentlicher Professor für Pharmazie und das Labor für angewandte Chemie in Erlangen, wo er 1875 ordentlicher Professor wurde. Als Nachfolger von Ludwig Andreas Buchner wurde Hilger 1892 an die Universität München berufen.